# Racomitrium visnadiae
Racomitrium visnadiae là một loài Rêu trong họ Grimmiaceae. Loài này được W.R. Buck mô tả khoa học đầu tiên năm 1997.